# وانغ يو (محامية)
وانغ يو (بالصينية: 王宇) هي محامية صينية، ولدت في 1 مايو 1971 في الصين.